# Au soleil (récit)
Pour les articles homonymes, voir Au soleil.
Au soleil est un récit de voyage écrit par Guy de Maupassant en 1884.

## Résumé
Guy de Maupassant commence son récit avec une longue et péjorative description de la vie. Il explique à quel point la vie est redondante et lassante, en décrivant ce qu'il observe au quotidien. Il exprime une routine dont il voudrait se détacher et décide alors de voyager en Afrique, destination dont il a toujours rêvé. 
Ainsi, en 1881, Maupassant séjourne deux mois en Algérie. Le 9 juillet 1881, il arriva à Alger, pour un séjour de sept à huit semaines en Algérie.
De ce voyage il donne ses impressions dans "Au soleil", un récit paru en 1884.
Il y relate, dans son style limpide et précis, la diversité du pays et de ses habitants, les coutumes, la religion. Au cours de son périple, il écrit des articles qu'il envoie au journal Le Gaulois, et dans lesquels il décrit l'Algérie, en laissant percer ses convictions, celles d'une hostilité à la colonisation.
Si ses jugements sur les comportements arabes (religion,coutumes) peuvent, de nos jours, paraître choquants, il a su, ce qui était rare à son époque, dénoncer avec vigueur les méfaits de la colonisation.

## Citations
“La vie si courte, si longue, devient parfois insupportable.”

“Moi, je me sentais attiré vers l’Afrique par un impérieux besoin, par la nostalgie du désert ignoré, comme par le pressentiment d’une passion qui va naître.”

“Le voyage est une espèce de porte par où l’on sort de la réalité connue pour pénétrer dans une réalité inexplorée qui semble un rêve.”

## Éditions
L’édition originale du recueil parut le 10 janvier 1884 aux Éditions V. Havard. Elle reprend une bonne partie des articles envoyés au Gaulois par Maupassant lors de son voyage en Algérie en juillet-août 1881 en tant que collaborateur du journal.
En fin de volume furent rajoutés 3 textes — Aux eaux, En Bretagne et Le Creusot —, sans rapport avec l’Algérie, dans le souci de donner un peu plus d’épaisseur au recueil.
Le recueil a également été publié en 2015 aux éditions Folio, collection Folio classique.